# Kollányi Tamás
Kollányi Tamás (1972 –) magyar film- és televíziós vágó, egyetemi tanár.

## Életpályája
1972-ben született. 1992-ben számítógép programozói végzettséget, 1998-ban a Teschola Televíziós Iskolában mozgókép gyártó, videó-vágó végzettséget szerzett. 1998–2001 között a Színház- és Filmművészeti Főiskola hallgatója volt, film- és televíziós vágó szakon. 2012-ben az egri Eszterházy Károly Főiskolán Mozgóképkultúra és Médiaismeret Tanár – Tehetségfejlesztő Tanár MA szakon diplomázott. 2016-tól a Színház- és Filmművészeti Egyetem doktori iskolájának hallgatója, ahol témavezetője Almási Tamás. 2004-től az egyetem oktatója, majd osztályvezető tanára.

## Főbb munkái vágóként
- Válótársak (2015–2016)
- Terápia (2014)
- Viharsarok (2014)
- Valami Amerika 2 (2008)